# En mors kamp for et normalt liv
En mors kamp for et normalt liv er en dansk dokumentarfilm fra 2012, der er instrueret af Mikala Krogh.

## Handling
En mor til et kræftsygt barn kæmper for at opretholde en normal tilværelse for sin familie. Stine på 37 år er enlig mor til tre piger. Hendes datter Cecilie på 11 år har kræft og har haft det siden hun var 3 år gammel. Cecilie har levet sit halve liv på Rigshospitalet og Stine med hende. Stine kæmper på alle fronter i et ubærligt kaos. Samtidig insisterer hun på at opretholde en slags hverdag for alle tre sine børn. Filmen følger familiens liv, både i hjemmet og på hospitalet, gennem to år.